# Пътят на тигъра
„Пътят на тигъра“ (на английски: The Way of The Tiger) е поредица от осем книги-игри, чийто протагонист и главен герой е нинджата Отмъстител. Автори на поредицата са Марк Смит и Джейми Томсън, а по-късно към тях се присъединява Дейвид Уолтърс. Историята на поредицата се развива в магическия свят Орб, разработен първоначално като идея за ролева игра през 70-те години на XX век от Марк Смит. 
Първата книга в света на Орб е „Талисман на смъртта“ от Марк Смит и Джейми Томсън от поредицата „Битки безброй“ през 1985 година, а началното приключение на нинджата-отмъстител започва в книга първа „Отмъстител!“ през същата година.
Поредицата представя специална бойна система от ръкопашни удари без въоръжение с колоритни имена. Такива са ударите с ръце „Железен юмрук“, „Тигрова лапа“, „Ухапване от Кобра“, премятанията „Водовъртеж“, „Опашката на дракона“, „Тигрови зъби“, ударите с крак „Тигров скок“, „Крилат кон“, „Двузъба мълния“ и не на последно място възможният да се научи в по-късен етап на играта ритник „Вършачката на Куон“. Освен с тях, Отмъстителя разполага с редица нинджа умения като акробатика, отровни стрели, престорена смърт и т.н., а може и да използва редица подходящи оръжия и уреди като гарота и шурикени. С напредването на играта героят може да натрупа повече умения и предмети, които да записва в съответния си личен дневник.
През 2014 и 2015 година се появяват и последните две книги от поредицата, които съответно я започват и завършват. Не са предвидени или обявени нови игри в същия свят след 2015 година, но въпреки това се преиздават отново на английски и на български през 2025 година.

## Публикации на „Пътят на тигъра“
Оригиналните шест книги са преведени на френски (La Voie du tigre) и италиански (Ninja), и частично на испански (La Senda del tigre), шведски (Tigerns väg), а на японски само първата книга е публикувана като „Taiga no ansatsukyo“.
| Заглавие         | Английски                                                                                        | Френски            | Шведски            | Италиански | Испански          |
| ---------------- | ------------------------------------------------------------------------------------------------ | ------------------ | ------------------ | ---------- | ----------------- |
| 0. „Ninja!“      | Megara, 2014                                                                                     | -                  | -                  | -          | -                 |
| 1. „Avenger!“    | Knight Books, TRAFALGAR SQUARE+, 1985; Barkley/Pacer, 1988; Fabled Lands, 2014, Shinobi 27, 2025 | Gallimard, 1987    | Äventyrsspel, 1988 | EL, 1991   | Libro Juego, 1988 |
| 2. „Assasin!“    | Knight Books, TRAFALGAR SQUARE+, 1985; Barkley/Pacer, 1988; Fabled Lands, 2014, Shinobi 27, 2025 | Gallimard, 1987    | Äventyrsspel, 1988 | EL, 1991   | Libro Juego, 1988 |
| 3. „Usurper!“    | Knight Books, TRAFALGAR SQUARE+, 1985; Barkley/Pacer, 1988; Fabled Lands, 2014, Shinobi 27, 2025 | Gallimard, 1987    | Äventyrsspel, 1988 | EL, 1992   | Libro Juego, 1988 |
| 4. „Overlord!“   | Knight Books, TRAFALGAR SQUARE+, 1986; Barkley/Pacer, 1988; Fabled Lands, 2014, -                | Folio Junior, 1987 | Äventyrsspel, 1988 | EL, 1992   | Libro Juego, 1988 |
| 5. „Warbringer!“ | Knight Books, TRAFALGAR SQUARE+, 1986; Barkley/Pacer, 1988; Fabled Lands, 2014, -                | Folio Junior, 1987 | Äventyrsspel, 1988 | EL, 1992   | -                 |
| 6. „Inferno!“    | Knight Books, TRAFALGAR SQUARE+, 1987; Barkley/Pacer, 1988; Fabled Lands, 2014, -                | Folio Junior, 1988 | -                  | EL, 1992   | -                 |
| 7. „Redeemer!“   | Megara, 2015                                                                                     | -                  | -                  | -          | -                 |

## „Пътят на тигъра“ в България
Издателство „Еквус Арт“ между 1992 и 1993 година издава на български език само четири от шестте книги от първоначалната поредица – от трета до шеста. През септември 2025 година ИК „Фикшън Фабрик“ и интернет сайтът Книги-игри.НЕТ подготвят издаването на прелюдията „Нинджа!“ на български по повод 40-та годишнина от началото на поредицата. Впоследствие в плановете им влиза да преиздадат всички книги от „Пътят на тигъра“.
Неофициални и фенски издания на книги от поредицата има на томовете „Отмъстител!“, „Убиец!“ и „Изкупител!“.
| Номер | Заглавие      | Българско издание                        | Преводач               | Оригинално заглавие (година) | Автори                                    | ISBN               |
| --- | ------------- | ---------------------------------------- | ---------------------- | ---------------------------- | ----------------------------------------- | ------------------ |
| 0 | „Нинджа!“     | ИК „Фикшън Фабрик“, Книги-игри.НЕТ, 2025 | Предстои               | Ninja (2014)                 | Дейвид Уолтърс                            | ISBN 9786199324554 |
| Преди дори да станеш известен като Отмъстителя, преди стремежът ти за отмъщение да промени света на Орб, трябваше да се сблъскаш с голямо зло на идиличния Остров на изобилието. Ти си най-младият от петимата Посветени от вътрешния кръг, които се стремят да станат Велик магистър на Петте вятъра. Пътуването ти ще те отведе в древни градове, през извисяващи се планини и в диви гори. В тези земи витае зло, решено да унищожи теб и твоите съюзници, и то ще превърне предизвикателството ти в най-голямото изпитание, с което някога си се сблъсквал. |               |                                          |                        |                              |                                           |                    |
| 1 | „Отмъстител!“ | -                                        | -                      | Avenger! (1985)              | Марк Смит и Джейми Томсън                 | -                  |
| Убиецът на твоят пастрок е откраднал свитъците на Кетсуин. Сега тайната дума на силата може да бъде използвана, за да затвори великия бог Куон в Ада завинаги – освобождавайки силите на злото в целия свят на Орб. Мисията ти е да намериш убиеца, преди да стигне до Стълбовете на Промяната. Съдбата на Орб зависи от твоите смъртоносни умения и хитрост. |               |                                          |                        |                              |                                           |                    |
| 2 | „Убиец!“      | -                                        | -                      | Assassin! (1985)             | Марк Смит и Джейми Томсън                 | -                  |
| Само ти успя да си върнеш откраднатите свитъци на Кетсуин, пазител на тайната дума на силата. Само ти победи убиеца. Но сега имаш нова мисия. Трябва да се измъкнеш от отмъстителните си врагове и да избягаш от континента, за да върнеш свитъците на законното им място. Това е дълго и опасно пътуване – защото агентите на боговете на злото ще те преследват до смърт. |               |                                          |                        |                              |                                           |                    |
| 3 | „Узурпатор!“  | Еквус Арт, 1992                          | Галина Томова-Станкева | Usurper! (1985)              | Марк Смит и Джейми Томсън                 | ISBN 9548029057    |
| Ти си Отмъстителят - воин нинджа, овладял до съвършенство уменията и бойните изкуства на Пътят на тигъра... Твоята мисия е да прогониш самонастанилия се Узурпатор и да заемеш трона, но преди това ще се наложи да организираш бунт и да победиш не един враг. |               |                                          |                        |                              |                                           |                    |
| 4 | „Властелин!“  | Еквус Арт, 1993                          | Борис Недков           | Overlord! (1986)             | Марк Смит и Джейми Томсън                 | ISBN 954802909X    |
| След могъща битка ти пропъди злия Узурпатор, самоназначилия се цар на Ирсмункаст. Сега трябва да властваш на негово място и да донесеш мъдро управление в този раздиран от борби град. това е едно ново, още по-вълнуващо, предизвикателство за тебе. |               |                                          |                        |                              |                                           |                    |
| 5 | „Завоевател!“ | Еквус Арт, 1993                          | Михаела Томова         | Warbringer! (1986)           | Марк Смит и Джейми Томсън                 | ISBN 9548029103    |
| След победоносния си поход в търсене на Скиптъра на Орбм жизнено необходим за по-нататъшното ти управление на Ирсмункаст, отново се сблъскваш с хаоса. Градът ти е нападнат от зли метежници, а Хонорик, маршалът на Легиона на меча на обречеността, се е заклел да те убие и да пороби народа ти... |               |                                          |                        |                              |                                           |                    |
| 6 | „Пъкъл!“      | Еквус Арт, 1993                          | Михаела Томова         | Inferno! (1987)              | Марк Смит и Джейми Томсън                 | ISBN 9548029138    |
| Удържал победа в битката си срещу силите на злото, сега трябва да рискуваш всичко и да влезеш в Процепа, за да спасиш добрия си приятел рейнджъра Глайвас, затворен някъде из подземната мрежа от тунели, които се простират в тъмните Недра на Орб. |               |                                          |                        |                              |                                           |                    |
| 7 | „Изкупител!“  | -                                        | -                      | Redeemer! (2015)             | Марк Смит и Джейми Томсън, Дейвид Уолтърс | -                  |
| Ти си хванат в капан в Процепа в недрата на Орб и трябва да се биеш, да се промъкваш или да измамиш чудовищата, които живеят там, и да се върнеш в кралството си с приятелите си. Но колкото и почти невъзможно да е това, излизането оттам е само половината от приключението. Все още трябва да си върнеш трона! |               |                                          |                        |                              |                                           |                    |

## Светът на Орб
Внимание:  Текстът по-долу разкрива сюжета на произведението (или части от него)!
- Магическият свят Орб е място, населено както от хора, така и от причудливи създания като орки, елфи, демони и чудовища. Над земните твари властват различни богове. Авторите на поредицата успяват да преплетат по оригинален начин елементи от различни митологии като Скандинавската, източните вярвания, заедно с измислени от тях образи.
- Главният герой е сирак, доведен от вярна прислужница на мистичния Остров на безметежните сънища, намиращ се в Безбрежно море. Островът е обитаван от монаси на бог Куон – Върховен майстор на невъоръжения бой. Монасите на Куон обучават героя в уменията на Пътя на тигъра. Героят се превръща в смъртоносен нинджа, но ползва уменията си единствено, за да освободи света от злите сили.
- Ирсмункаст-край-Процепа е град в Човешките предели, чийто трон принадлежи по право на нинджата Отмъстител. В книга трета героят прогонва жестокия Узурпатор, заел трона на Ирсмункаст, и става Властелин на града.
- Един от големите врагове на героя е Хонорик, предводител на Легиона на меча на обречеността от град Обреченост. Той майстор на меча, а вълшебният му меч Сорцерак всява ужас сред противниците му. Героят се изправя неколкократно срещу Хонорик. Първите два пъти, Хонорик се измъква на косъм от смъртта (в книги първа и трета), но в книга пета пред героя се открива възможност да убие заклетия си враг след кръвопролитна война, която Хонорик започва срещу нинджата Отмъстител и управлявания от него град Ирсмункаст.
- Процепът или Недрата на Орб е гигантска пукнатина в близост до град Ирсмункаст, от която извира цялото зло на Орб. В края на книга четвърта и началото на книга пета героят трябва да се справи с нападение от силите на Процепа. Орки, черни елфи и гигантски тролове, предвождани от Шадизар, са проникнали в Ирсмункаст, докато нинджата е бил на далечна мисия, целяща възвръщането на мистичните предмети Скиптъра и Сферата.
- В книга шеста героят е принуден да предприеме рискована мисия до дълбините на Процепа, тъй като двама от неговите приятели – Глайвас и Дорей льо Жун, са попаднали в плен на Черната вдовица, гигантски паяк, повелител на обитателите на Процепа. Мисията завършва в паяжината на Черната вдовица, а съдбата на нинджата Отмъстител остава неизвестна, докато книга седма от поредицата най-накрая не излиза на бял свят през 2015 г.[6]
- В същия свят се развива и книгата-игра „Талисман на смъртта“ от поредицата „Битки безброй“ на Иън Ливингстън.